# USA:s arbetsminister
USA:s arbetsminister (engelska: Secretary of Labor), även benämnt som arbetsmarknadsminister, är chef för USA:s arbetsmarknadsdepartement (engelska: Department of Labor) och ingår av tradition i presidentens kabinett. Likt andra ministrar utnämns arbetsministern av USA:s president med senatens råd och samtycke (i praktiken godkännande).
Fram till 1913 fanns det en minister och departement för både handels- och arbetsmarknadsfrågor, men efter det delades upp i två med en separat handelsminister och handelsdepartement. Frances Perkins som innehade befattningen mellan 1933 och 1945 var USA:s första kvinnliga minister.
President Joe Biden nominerade Marty Walsh, tidigare borgmästare i Boston som sin kandidat till arbetsminister och han tillträdde ämbetet den 23 mars 2021. 

## Lista
| Nr     | Porträtt       | Namn                   | Tillträde         | Avgång            | President                                        | President |
| ------ | -------------- | ---------------------- | ----------------- | ----------------- | ------------------------------------------------ | --------- |
| 1.     | Wilson         | William B. Wilson      | 6 mars 1913       | 4 mars 1921       | Woodrow Wilson                                   |           |
| 2.     |                | James J. Davis         | 5 mars 1921       | 30 november 1930  | Warren G. Harding Calvin Coolidge Herbert Hoover |           |
| 3.     |                | William N. Doak        | 9 december 1930   | 4 mars 1933       | Herbert Hoover                                   |           |
| 4.     |                | Frances Perkins        | 4 mars 1933       | 30 juni 1945      | Franklin D. Roosevelt Harry S. Truman            |           |
| 5.     |                | Lewis B. Schwellenbach | 1 juli 1945       | 10 juni 1948      | Harry S. Truman                                  |           |
| 6.     |                | Maurice J. Tobin       | 13 augusti 1948   | 20 januari 1953   | Harry S. Truman                                  |           |
| 7.     |                | Martin P. Durkin       | 21 januari 1953   | 10 september 1953 | Dwight D. Eisenhower                             |           |
| 8.     |                | James P. Mitchell      | 9 oktober 1953    | 20 januari 1961   | Dwight D. Eisenhower                             |           |
| 9.     |                | Arthur Goldberg        | 21 januari 1961   | 20 september 1962 | John F. Kennedy                                  |           |
| 10.    |                | W. Willard Wirtz       | 25 september 1962 | 20 januari 1969   | John F. Kennedy Lyndon B. Johnson                |           |
| 11.    |                | George P. Shultz       | 22 januari 1969   | 1 juli 1970       | Richard Nixon                                    |           |
| 12.    |                | James D. Hodgson       | 2 juli 1970       | 1 februari 1973   | Richard Nixon                                    |           |
| 13.    |                | Peter J. Brennan       | 2 februari 1973   | 15 mars 1975      | Richard Nixon Gerald Ford                        |           |
| 14.    |                | John T. Dunlop         | 18 mars 1975      | 31 januari 1976   | Gerald Ford                                      |           |
| 15.    |                | William Usery Jr.      | 10 februari 1976  | 20 januari 1977   | Gerald Ford                                      |           |
| 16.    |                | Ray Marshall           | 27 januari 1977   | 20 januari 1981   | Jimmy Carter                                     |           |
| 17.    |                | Raymond J. Donovan     | 4 februari 1981   | 15 mars 1985      | Ronald Reagan                                    |           |
| 18.    |                | Bill Brock             | 29 april 1985     | 31 oktober 1987   | Ronald Reagan                                    |           |
| 19.    |                | Ann Dore McLaughlin    | 17 december 1987  | 20 januari 1989   | Ronald Reagan                                    |           |
| 20.    | Dole           | Elizabeth Dole         | 25 januari 1989   | 23 november 1990  | George H. W. Bush                                |           |
| 21.    | Martin         | Lynn M. Martin         | 22 februari 1991  | 20 januari 1993   | George H. W. Bush                                |           |
| 22.    |                | Robert Reich           | 22 januari 1993   | 20 januari 1997   | Bill Clinton                                     |           |
| 23.    |                | Alexis Herman          | 1 maj 1997        | 20 januari 2001   | Bill Clinton                                     |           |
| 24.    | Chao           | Elaine Chao            | 29 januari 2001   | 20 januari 2009   | George W. Bush                                   |           |
| Tillf. | Radzely        | Howard Radzely         | 20 januari 2009   | 2 februari 2009   | Barack Obama                                     |           |
| Tillf. |                | Ed Hugler              | 2 februari 2009   | 24 februari 2009  | Barack Obama                                     |           |
| 25.    |                | Hilda Solis            | 24 februari 2009  | 22 januari 2013   | Barack Obama                                     |           |
| Tillf. |                | Seth Harris            | 22 januari 2013   | 23 juli 2013      | Barack Obama                                     |           |
| 26.    |                | Tom Perez              | 23 juli 2013      | 20 januari 2017   | Barack Obama                                     |           |
| Tillf. |                | Ed Hugler              | 20 januari 2017   | 27 april 2017     | Donald J. Trump                                  |           |
| 27.    |                | Alexander Acosta       | 28 april 2017     | 19 juli 2019      | Donald J. Trump                                  |           |
| Tillf. |                | Patrick Pizzella       | 20 juli 2019      | 30 september 2019 | Donald J. Trump                                  |           |
| 28.    |                | Eugene Scalia          | 30 september 2019 | 20 januari 2021   | Donald J. Trump                                  |           |
| Tillf. | Stewart        | Al Stewart             | 20 januari 2021   | 23 mars 2021      | Joe Biden                                        |           |
| 29.    | Walsh          | Marty Walsh            | 23 mars 2021      | 20 januari 2025   | Joe Biden                                        |           |
| Tillf. | Micone         | Vince Micone           | 20 januari 2025   | 11 mars 2025      | Donald J. Trump                                  |           |
| 30.    | Chavez-DeRemer | Lori Chavez-DeRemer    | 11 mars 2025      | Nuvarande         | Donald J. Trump                                  |           |

När det inte finns någon arbetsminister finns en särskild ordning om vilken befattningshavare i departementet som fullföljer den rollen innan presidenten tillsätter någon annan.